# Аканбурлык
Аканбурлык (каз. Ақанбұрлық, до 2009 года — Аканбурлук) — село в Айыртауском районе Северо-Казахстанской области Казахстана. Входит в состав Константиновского сельского округа. Код КАТО — 593242200.

## Географическое положение
Расположено на одноимённой реке, в 3-х километрах от горы Жаксы-Жалгызтау. У подножья горы расположено озеро с одноимённым названием Жаксы-Жалгызтау.

## История
Основано в 1849 году как казачья станица Акан-Бурлукская. Акан-Бурлук также упоминается по названию реки, протекающей вдоль южной стороны села и впадающей в Ишим. Территория эта входит в состав национального природного парка «Кокшетау».
Во время СССР село Акан-Бурлук являлось 4-м отделением совхоза Аканский. Население села состояло из казахов, потомков казаков, первоцелинников, приехавших с Украины и из Белоруссии в период освоения целины, немцев и ингушей, депортированных во время Великой Отечественной войны.

## Население
В 1999 году численность населения села составляла 365 человек (186 мужчин и 179 женщин). По данным переписи 2009 года, в селе проживало 293 человека (157 мужчин и 136 женщин).